# داورييا (سيتا)
داورييا (بالروسية: Даурия) هي مدينة في مقاطعة زابايكالسكي كراي في روسيا.
يبلغ عدد سكانها حوالي 4070   نسمة.